# Volker Baehr
Volker Baehr (* 20. Dezember 1943 in Breslau; † 7. September 1981 bei Widdern) war ein deutscher Städteplaner und Kommunalpolitiker. Er war 1981 Amtsverweser für das Amt des Oberbürgermeisters der Großen Kreisstadt Ditzingen.

## Leben
Baehr wurde in Breslau geboren und wuchs in Stuttgart auf. Dort bestand er 1964 das Abitur an einem humanistischen Gymnasium. Nach der Ableistung seines Wehrdienstes, den er als Reserveoffizier (zuletzt Oberleutnant der Reserve) beendete, studierte er Wirtschaftswissenschaften mit Schwerpunkt öffentliche Finanzen in Tübingen und Nürnberg. 1970 bestand er das Examen als Diplom-Volkswirt. 1971 wurde er Koordinator am Institut für Umweltplanung im Ulm. Seit 1972 war er Lehrbeauftragter für Stadtökonomie, Orts- und Regionalplanung an der Universität Stuttgart. Zugleich war er seit 1974 Gesellschafter eines Stuttgarter Büros für kommunale Beratung.
Seit 1974 war Baehr Mitglied der SPD. Er kandidierte 1975 für das Amt des Oberbürgermeisters in Bietigheim-Bissingen, unterlag aber Manfred List. Nachdem 1980 der damalige Ditzinger Oberbürgermeister Alois Lang infolge einer Immobilienaffäre aus dem Amt entlassen worden war, wurde Baehr vom SPD-Ortsverband als Bewerber für die Nachfolge nominiert. Er setzte sich am 20. November 1980 im zweiten Wahlgang mit 42,29 % der Stimmen unter anderem gegen den örtlichen CDU-Vorsitzenden Günther Oettinger, Alfred Fögen, den „Remstalrebellen“ Helmut Palmer und den Rechtsanwalt Dieter Schnabel durch. Der Einspruch eines weit abgeschlagenen unterlegenen Bewerbers verhinderte die Amtseinsetzung. Am 6. Mai 1981 wurde Baehr daher zunächst zum Amtsverweser mit dem Titel eines Oberbürgermeisters bestellt. Nachdem Regierungspräsidium und Verwaltungsgericht den Einspruch zurückgewiesen hatten, wurde für den 28. September 1981 die offizielle Amtseinsetzung angesetzt. Noch vor diesem Termin nahm sich Baehr am 7. September 1981 das Leben. Die folgende Neuwahl gewann der zuvor unterlegene parteilose Kandidat Alfred Fögen.